# ناحوم أدموني
ناحوم أدموني (بالعبرية: נחום אדמוני) (1929 - ): هو رئيس جهاز الموساد السادس، وُلد بالقدس عام 1929 باسم ناحوم روتباوم. ثم درس العلاقات الدولية في جامعة كاليفورنيا، ونال درجة الماجستير في موضوع العلاقات الدولية، التحق بجهاز الموساد عام 1948، عُين نائباً لرئيس الموساد إسحاق حوبي بين عام 1976 وحتى عام 1982، وبعدها كُلف بإدارة جهاز الموساد حتى عام 1989. ما إن تولى منصبه حتى وقعت مذبحة صبرا وشاتيلا في لبنان . تطرّقت لجنة كوهين، لجنة التحقيق الحكومية التي حققت في الوقائع والعوامل المتعلقة بالمجزرة، إلى أداء أدموني كرئيس للموساد، وقررت أنه لم يقدم للحكومة "تحذيرًا لا لبس فيه من الخطر الداهم في حال دخول الكتائب إلى المخيمات الفلسطينية، وهي مسألة لم يعلق عليها رئيس الموساد أدموني بأي شيء أثناء تقييم الوضع الذي قدمه خلال اجتماع مجلس الوزراء". وبالرغم من ذلك، قررت اللجنة "أن هذا الأمر لا يجب الالتفات إليه، ولا يُمكن تحميل رئيس الموساد تبعة قانونية جراء ذلك"، واستمر في الخدمة في منصبه.

خلال فترة رئاسته للموساد، ألقى الموساد القبض على مردخاي فعنونو ونقله إلى إسرائيل، بعد أن أفشى معلوماتٍ سرية إلى صحيفة صنداي تايمز (عام 1986). كما تورط الموساد في اغتيال أبو جهاد في تونس (عام 1988). ومن الإجراءات الأخرى التي نفذها الموساد في عهده جلب اليهود الإثيوبيين إلى إسرائيل في "عملية موسى"، وعملية إحباط تسلُّح العراق بأسلحة غير تقليدية.

خلال فترة ولايته، كان اسم رئيس الموساد لا يزال ممنوعًا من النشر، ولم يُنشر اسمه رسميًا إلا بعد تقاعده من الموساد. في عام 1988، كانت صحيفة "المدينة" (هَعير) المحلية تنوي نشر مقال ينتقد أدموني. لكن الرقابة العسكرية حظرت نشر المقال، لجأت الصحيفة إلى المحكمة العليا التي رفضت هذا الحظر وسمحت بنشر اسمه على الملأ.

مع نهاية خدمته في الموساد عُيِّن مُديرًا عامًّا لشركة "ميكوروت" (1989-1994)، وبعد ذلك تحول إلى الشركات الخاصة. وهو ضمن الطاقم الإداري لعدة شركات منها: "الإسكان والبناء" (شيكون فبينوي)، وبنك العُمّال (بنك هبوعليم)، ويعتبر مقرَّبًا من عائلة الأثرياء أريسون.

بعد اغتيال رئيس الوزراء الإسرائيلي إسحق رابين، تم تعيينه رئيسًا للجنة التي حددت الأشخاص الذين سيكون أمنهم تحت سلطة جهاز الأمن العام. وبعد حرب لبنان الثانية، عيّنه رئيس الوزراء إيهود أولمرت رئيساً للجنة التحقيق في أحداث الحرب، لكن اللجنة حُلّت قبل أن تبدأ بمزاولة عملها، كما عُيِّن عُضوًا في لجنة تشخانوفر للتحقيق في ملابسات محاولة اغتيال خالد مشعل على الأراضي الأردنيّة عام 1997، لكنّه قدّم استقالته بعد تعرُّضِه لانتقادات شديدة بسبب دفاعه عن أفراد الموساد حتّى قبل أن تشرع اللجنة بالتحقيق في القضيّة.

## الحياة الشخصية
متزوج من نينا أدموني (بالأصل: Wertans)، المولودة في بولندا، وكانت من بين اليهود الذين فروا إلى الصين خلال الحرب العالمية الثانية. انتقلت لاحقًا إلى الولايات المتحدة، والتقت هناك بناحوم أثناء دراسته في بيركلي. تزوجا هناك وانتقلا إلى إسرائيل. لديهما ابنتان هُما: ياعيل لين، وإيريت.